# Los Angeles Lakers 1994-1995
La stagione 1994-95 dei Los Angeles Lakers fu la 46ª nella NBA per la franchigia.
I Los Angeles Lakers arrivarono terzi nella Pacific Division della Western Conference con un record di 48-34. Nei play-off vinsero il primo turno con i Seattle SuperSonics (3-1), perdendo poi la semifinale di conference con i San Antonio Spurs (4-2).

## Roster
| N° | Naz.                   | Ruolo | Sportivo        | Anno | Alt. | Peso |
| -- | ---------------------- | ----- | --------------- | ---- | ---- | ---- |
| 1  | Stati Uniti (bandiera) | G     | Anthony Peeler  | 1969 | 193  | 94   |
| 2  | Stati Uniti (bandiera) | A     | Anthony Miller  | 1971 | 206  | 102  |
| 3  | Stati Uniti (bandiera) | G     | Sedale Threatt  | 1961 | 188  | 79   |
| 7  | Stati Uniti (bandiera) | G     | Lester Conner   | 1959 | 193  | 82   |
| 8  | Stati Uniti (bandiera) | GA    | Randolph Keys   | 1966 | 201  | 88   |
| 9  | Stati Uniti (bandiera) | G     | Nick Van Exel   | 1971 | 185  | 77   |
| 12 | Jugoslavia (bandiera)  | C     | Vlade Divac     | 1968 | 216  | 110  |
| 18 | Stati Uniti (bandiera) | A     | Kurt Rambis     | 1958 | 203  | 97   |
| 23 | Stati Uniti (bandiera) | A     | Cedric Ceballos | 1969 | 198  | 86   |
| 24 | Stati Uniti (bandiera) | G     | Lloyd Daniels   | 1967 | 201  | 93   |
| 25 | Stati Uniti (bandiera) | GA    | Eddie Jones     | 1971 | 198  | 86   |
| 30 | Stati Uniti (bandiera) | AC    | George Lynch    | 1970 | 203  | 99   |
| 31 | Stati Uniti (bandiera) | C     | Sam Bowie       | 1961 | 216  | 107  |
| 34 | Stati Uniti (bandiera) | G     | Tony Smith      | 1968 | 191  | 84   |
| 40 | Stati Uniti (bandiera) | AC    | Antonio Harvey  | 1970 | 211  | 102  |
| 41 | Stati Uniti (bandiera) | C     | Elden Campbell  | 1968 | 211  | 98   |

## Staff tecnico
- Allenatore: Del Harris
- Vice-allenatori: Bill Bertka, Michael Cooper, Larry Drew
- Vice-allenatore speciale: Kurt Rambis
- Preparatore atletico: Gary Vitti